# Alfred Rosche
Alfred Rosche (2. srpna 1884 Šluknov – 31. ledna 1947 Praha) byl československý politik německé národnosti a meziválečný poslanec Národního shromáždění.

## Biografie
Vychodil gymnázium a pak studoval práva na Univerzitě Štýrský Hradec a na německé univerzitě v Praze. Roku 1911 byl promován na doktora práv. Působil jako advokát ve Štýrském Hradci. Za světové války narukoval jako dobrovolník a bojoval na Soči a v Tyrolsku. Byl těžce raněn a převelen na albánskou a makedonskou frontu. Roku 1920 se přestěhoval do severočeských Mikulášovic, kde byl činný jako advokát. Po dvě volební období zasedal v obecním zastupitelstvu.
V zemských volbách roku 1928 byl zvolen do Českého zemského zastupitelstva.
Po parlamentních volbách v roce 1925 se stal poslancem Národního shromáždění. Mandát ale získal dodatečně, v roce 1926 poté, co zemřel poslanec Vinzenz Kraus, a rezignoval roku 1928. Jeho křeslo pak zaujal Rudolf Schneider. Do poslanecké sněmovny se vrátil v parlamentních volbách v roce 1929 a znovu v parlamentních volbách v roce 1935.
Jeho politická příslušnost se ale opakovaně měnila. Ve volbách v roce 1925 kandidoval za Německou nacionální stranu. Už v roce 1928 patřil spolu s Gustavem Petersem k zakladatelům formace Německé pracovní a volební společenství, která se od Německé nacionální strany odtrhla, protože jim nevyhovoval její negativismus vůči Československu, který poškozoval zájmy sudetoněmeckého průmyslu. Za tuto formaci byl podruhé zvolen do parlamentu roku 1929. V polovině 30. let ovšem Německé pracovní a volební společenství integroval do Sudetoněmecké strany. Už na sjezdu Německého pracovního a volebního společenství v květnu roku 1934 přijal nabídku Konrada Henleina na integraci sudetoněmecké politické scény. Po volbách v roce 1935 zastupoval v Národním shromáždění SdP.
Profesí byl advokátem. Podle údajů z roku 1935 bydlel v Mikulášovicích.
Poslanecké křeslo ztratil na podzim 1938 v souvislosti se změnami hranic Československa. Pak zasedal v Říšském sněmu za NSDAP a zastával vysoké politické posty v ekonomické oblasti v Říšské župě Sudety.
Po válce byl zatčen československými úřady a uvězněn. Zemřel 31. ledna 1947 ve vězeňské nemocnici na Pankráci na selhání srdce, ještě před započetím procesu.